# Gods and Generals (roman)
Pour les articles homonymes, voir Gods and Generals.
Gods and Generals est un roman de Jeff Shaara paru en 1996, avec pour sujet la guerre de Sécession.
Un film du même nom a été réalisé en 2003 par Ronald F. Maxwell.
Il s'agit d'une préquelle imaginée par Jeff Shaara au livre The Killer Angels (1974) de son père, Michael Shaara.